# Genetyllis citrina
Genetyllis citrina är en ringmaskart som beskrevs av McIntosh 1907. Genetyllis citrina ingår i släktet Genetyllis och familjen Phyllodocidae. Inga underarter finns listade i Catalogue of Life.